# Cultura maikop
La cultura de maikop o cultura maykop (Майкопская культура, [mai.kɔp] tr: Majkop ca. 3700—2500 a. C.) fue una importante cultura arqueológica situada en la Rusia meridional, desde la península de Tamán en el estrecho de Kerch hasta la frontera moderna de la república de Daguestán, y por lo tanto centrada en la actual Adigueya, cuya capital es Maikop, en el valle del río Kubán. La cultura toma su nombre de una tumba real encontrada en esa localidad. El Carro de Maikop, extremadamente rico en artefactos de oro y plata, fue descubierto en 1897.

## Características

Extensión de las culturas Maikop y Yamna

Es aproximadamente contemporánea y está aparentemente influenciada por la cultura kura-araxes (3500-2200 a. C.) que se asentaba sobre el Cáucaso septentrional y se extendía a la Anatolia oriental. Hacia el norte y el oeste se extendía la contemporánea cultura yamna, e inmediatamente al norte se encontraba la cultura novotitorovka (3300-2700 a. C.), que la solapa en su extensión territorial.
Es conocida principalmente por sus prácticas funerarias, enterrando típicamente en un hoyo, a veces rodeado de piedra, coronado por un kurgán o túmulo. En las inhumaciones más tardías los kurganes son sustituidos por cairns de piedra.
La cultura es notable por la gran cantidad de artefactos de bronce bien decorados asociados a ella, sin paralelo en su tiempo. También se han encontrado objetos de oro y plata.
A raíz de sus prácticas funerarias, y en relación con la hipótesis de los kurganes de Marija Gimbutas, es considerada una intrusión desde la estepa póntica en el Cáucaso. Según Mallory esta afirmación es difícil de evaluar, argumentando que:
donde se encuentran pruebas de carros, es precisamente en regiones en las que más tarde se ha demostrado la presencia de pueblos no indoeuropeos.
En otras ocasiones la cultura ha sido citada como una cultura kurganizada con fuertes nexos culturales y lingüísticos con los descendientes de los protoindoeuropeos. Ha sido relacionada con el grupo Mijaílovka inferior y con la cultura kemi oba, además de las más lejanas geográficamente cultura de las ánforas globulares y cultura de la cerámica encordelada, solo en un sentido económico.

Una teoría así, debe ser reforzada, es muy especulativa y controvertida aunque hay que reconocer que esta cultura puede ser producto de al menos dos tradiciones: la tradición local de la estepa reflejada en la cultura de Novosvobodna y elementos foráneos del sur del Cáucaso que pueden ser trazados a través de las importaciones entre ambas regiones.
J. P. Mallory.

El río Kubán es navegable en gran parte de su curso, y representa una vía de paso rápida desde el mar de Azov al territorio de la cultura yamna, así como los sistemas de los ríos Don y Donets. Así, la cultura Maikop estaba en buenas condiciones para comerciar con la región de Ucrania central.
Gamkrelidze e Ivánov, cuyos puntos de vista son objeto de controversia, sugieren que la cultura de Maikop (o su antecesora) pudo ser una parada del camino de los indoeuropeos que migraban desde el Cáucaso septentrional y/o Anatolia oriental a un urheimat secundario situado en la estepa. Esta teoría consideraría que las culturas de Anatolia estaban en Anatolia desde el principio, lo que estaría en la misma línea que la Hipótesis de Anatolia de Colin Renfrew. Considerando que se hicieron algunos de unir las lenguas indoeuropeas con las lenguas caucásicas noroccidentales, no cabe desestimar un pre-Urheimat caucásico más antiguo (lenguas protopónticas).

## Galería

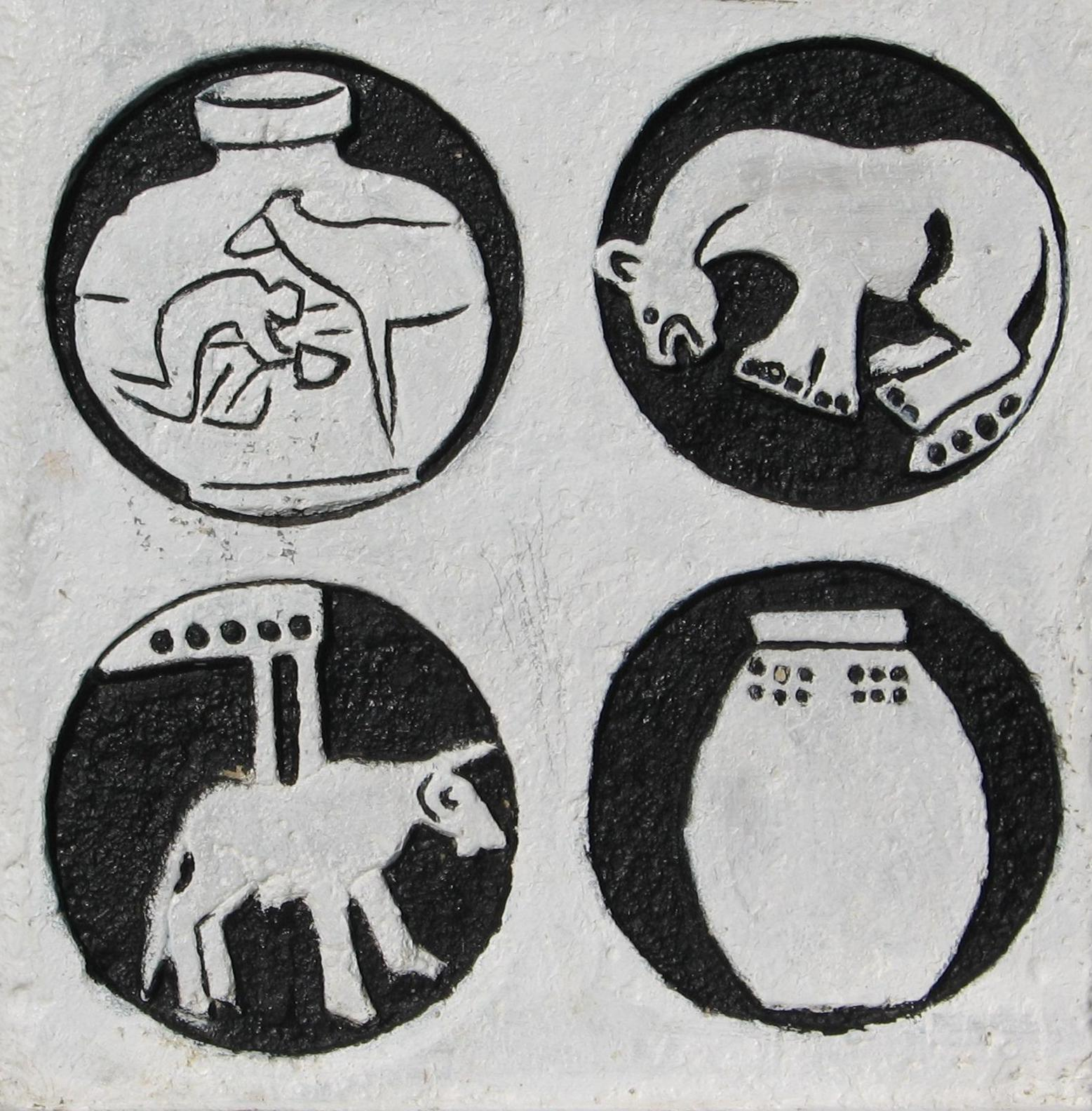
Kurgán de Maikop
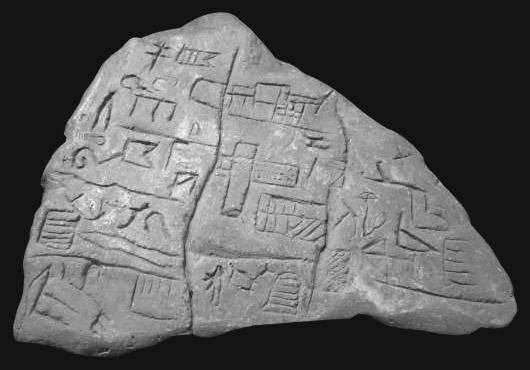
Losa de Maikop